# انسون مونت
انسون مونت (به انگلیسی: Anson Mount) (زادهٔ ۲۵ فوریهٔ ۱۹۷۳) بازیگر آمریکایی است. او بیشتر برای ایفاگری در نقش کالن بوهانان در سریال جهنم متحرک شناخته شده است.
از فیلم‌های معروف او می‌توان به بازی در فیلم بدون توقف، سگ‌های پوشالی، شهر ساحلی، جاعل، در موقعیت او، هنرمند درجه یک و سریال جهنم متحرک و فیلم‌های دکتر استرنج در چندجهانی دیوانگی، نبرد شیکر هایتس، نخل‌های سوزان و ام‌کی اولترا اشاره کرد.

## اوایل زندگی
انسون مونت، در ۲۵ فوریهٔ ۱۹۷۳ در آرلینگتون هایتز، ایلینوی بدنیا آمد. پدر او، انسون آدامز مونت دوم، یکی از سردبیران مجله پلی‌بوی بود. مادرش، نانسی اسمیت، یک گلف باز حرفه‌ای سابق است. مونت از اولین ازدواج پدرش، یک برادر بزرگتر (انسون آدامز سوم) و دو خواهر دارد.
مونت تحصیلات دبیرستان خود را در دیکسن، تنسی، کالج هنر جنوب در سوان، تنسی و تحصیلات دانشگاهی خود را در دانشگاه کلمبیا به اتمام رساند.

## حرفه

### تئاتر
در سال ۱۹۹۸، او در نمایش بدن مسیحی نوشته ترنس مک‌نالی بازی کرد که بخاطر این نقش، جایزه ی دراما لیگ را بدست آورد.

### فیلم
مونت اولین نقش آفرینی در یک فیلم بلند را در سال ۲۰۰۰ در نقش تالی کوتس در فیلم مستقل تالی انجام داد. در سال ۲۰۰۹، او تهیه کنندگی و بازیگری در فیلم مستقل کوک کانتی را تجربه کرد و توانست جوایزی را در چندین جشنواره فیلم بزرگ از جمله هالیوود، اِی‎‌اف‌آی دالاس، نشویل و جنوب از جنوب غربی به دست آورد.

### تلویزیون
مونت به‌خاطر بازی در نقش کالن بوهانان در سریال پرطرفدار جهنم متحرک شبکه ای‌ام‌سی  که از سال ۲۰۱۴ تا ۲۰۱۶ نیز تهیه‌کننده آن بود، بسیار شناخته شده است.
در سال ۲۰۱۷، او در نقش ابرقدرتی به نام بلک بولت در سریال غیر انسان‌ها را برعهده داشت. او مجددا این نقش را در سال ۲۰۲۲ در فیلم دکتر استرنج در چند جهانیِ دیوانگی بازی کرد.
در سال ۲۰۱۸، او برای نقش کاپیتان کریستوفر پایک از ستاره‌پیمای انترپرایز در سریال پیشتازان فضا: کشف انتخاب شد. اجرای او به خوبی مورد استقبال قرار گرفت و الهام بخش دادخواست محبوب برای یک سری اسپین آف پایک شد. در سال ۲۰۱۹، او بار دیگر در نقش پایک در چند قسمت پیشتازان فضا: سفرهای کوتاه بازی کرد. در ماه می ۲۰۲۰، اعلام شد که تا حدی به دلیل درخواست طرفداران، او در نقش پایک در سریال جدید پیشتازان فضا: دنیای جدید عجیب که در ۵ می ۲۰۲۲ نمایش داده شد، ایفای نقش خواهد کرد.

### آکادمیک
مونت استادیار کمکی در دانشگاه کلمبیا در حوزه آموزش تکنیک های تست بازیگری برای بازیگران فارغ التحصیل می باشد. قطعات غیرداستانی او در مجلات موزاییک، دیلی بیست، کابویز اند ایندیانز و کالگاری هرالد منتشر شده است.

## زندگی شخصی
مونت معتقد به انگلیکانیسم است.
در ۸ ژوئیه ۲۰۱۷، او نامزدی خود را با دوست دختر دیرینه خود، دارا ترنگ، عکاس، اعلام کرد. آنها در ۲۰ فوریه ۲۰۱۸ ازدواج کردند و در دسامبر ۲۰۲۱ دختر آنها به دنیا آمد.

## فیلم‌شناسی
| سال انتشار | نام                                | نقش                         | توضیحات                                                                         |
| ---------- | ---------------------------------- | --------------------------- | ------------------------------------------------------------------------------- |
| ۲۰۰۰       | افسانه محلی: برش آخر               | توبی بلکِر                   |                                                                                 |
| ۲۰۰۰       | تالی                               | تالی کتس جونیور             |                                                                                 |
| ۲۰۰۰       | اتاق سهام                          | دلال                        |                                                                                 |
| ۲۰۰۲       | چهارراه                            | بن کیمبل                    | نامزد – جایزه تمشک طلایی برای بدترین ترکیب صحنه نمایش (مشترکا با بریتنی اسپیرز) |
| ۲۰۰۲       | شهر ساحلی                          | دیو سیمون                   |                                                                                 |
| ۲۰۰۲       | خوره‌های بیلیارد                    | کریس                        |                                                                                 |
| ۲۰۰۳       | نبرد شیکر هایتس                    | ماینر وبر                   |                                                                                 |
| ۲۰۰۴       | کلاس جنگجو                         | الک برنو                    |                                                                                 |
| ۲۰۰۵       | در موقعیت او                       | تاد                         |                                                                                 |
| ۲۰۰۶       | همه پسران عاشق مندی لین            | گرث                         |                                                                                 |
| ۲۰۰۶       | الوعده وفا                         | لری                         |                                                                                 |
| ۲۰۰۶       | نقاب وحشت                          | تکس جونیور                  |                                                                                 |
| ۲۰۰۷       | سیاست حفظ حریم خصوصی               | کارآگاه بری                 |                                                                                 |
| ۲۰۰۸       | دو آقای کیسل                       | رابرت کیسل                  | فیلم تلویزیونی                                                                  |
| ۲۰۰۹       | کوک کاونتی                         | بامپ                        |                                                                                 |
| ۲۰۰۹       | نخل‌های سوزان                       | تام                         |                                                                                 |
| ۲۰۱۱       | سگ‌های پوشالی                       | مربی استن میلکنز            |                                                                                 |
| ۲۰۱۱       | ساده‌لوح                            | نیک                         |                                                                                 |
| ۲۰۱۲       | گاوصندوق                           | الکس روسن                   |                                                                                 |
| ۲۰۱۲       | تیم ششم مهر: حمله به اسامه‌ بن لادن | چری                         |                                                                                 |
| ۲۰۱۴       | بدون توقف                          | جک هاموند                   |                                                                                 |
| ۲۰۱۴       | جاعل                               | کیگان                       |                                                                                 |
| ۲۰۱۴       | برتری                              | پاول سوبکی                  |                                                                                 |
| ۲۰۱۵       | آقای مطلوب                         | ریچارد کارتیگان             |                                                                                 |
| ۲۰۱۵       | چشم اندازها                        | دیوید مدوکس                 |                                                                                 |
| ۲۰۲۱       | هنرمند درجه یک                     | هنرمند درجه یک (شخصیت اصلی) |                                                                                 |
| ۲۰۲۱       | بی عدالتی                          | بروس وین/بتمن               | صداپیشه                                                                         |
| ۲۰۲۲       | دکتر استرنج در چندجهانی دیوانگی    | بلک بولت                    |                                                                                 |
| ۲۰۲۲       | ام‌کی اولترا                        | فورد اشتراوس                |                                                                                 |